# Podlaščina
Podlaščina je vzhodnoslovanski jezik, ki temelji na vzhodnoslovanskih narečjih prebivalcev južnega dela Podlaškega vojvodstva na jugu Poljske med rekama Narev in Bug. Akademske razprave o uvrstitvi jezika med jezikoslovci potekajo že leta, k razpravam pa prav tako prispevajo aktivisti, ki jezik uvrščajo bodisi za belorusko narečje z ukrajinskimi prvinami bodisi samo za ukrajinsko narečje.
Po mnenju govorcev lokalnih narečij med rekama Narev in Bug se ta narečja medsebojno razlikujejo. Jan Maksimijuk, avtor pobude za standardizacijo podlaščine, je podlaščino identificiral za belorusko narečje na podlagi 32.000 govorcev jezik, ki so se na poljskem popisu leta 2002 razglasili za Beloruse. Okrog 1.500 ljudi govorcev je po podatkih popisa narodnostnih Ukrajincev. Podlaščino obravnava za robni jezik ukrajinščine, njegov pravopis pa naj bi bil besedno, glasoslovno in oblikoslovno bolj oddaljen od standardne ukrajinščine kot lemkovščina in rusinščina.
Poimenovanje 'podlaščina' je za poimenovanje pravopisno urejenega narečja med rekama kot prvi uporabil Jan Maksimijuk aprila 2005 v reviji Czasopis. V februarski izdaji revije je naznanil uporabo latinice. Zamisel za standardizacijo jezika je dobil v doktorski dizertaciji Jana Pietrzcsuka z naslovom Besedišče vasi Kuraszewo blizu Hajnowke.
Pravopisna osnova podlaščine temelji na bielškem, hajnowškem in siematiškem narečju. Pisna pravila temeljilo na narečjih naselij Narew, Czyze, Bielska, Hajnowke, Boćkija, Siemiatycze, Milejczyc, Nurzec-Stacje, katerim je skupna palatalizacija zobnikov pred /i/ ter trije diftongi: /uo/, /ɨe/ in /ie/. Uraden zapis torej temelji na narečjih z naglaševanjem /xodjitji/, /zjima/, /sjiɫa/, /kuonj/, /rɨeʒe/ in /sjiem/. Maksimijuk jw nekatera narečja krajev, ki sicer ležijo znotraj govornega območja, iz pravopisne osnove izpustil. Maksimijuk je v jeziku prepoznal 8 fonemov, od tega 8 samoglasnikov in 23 soglasnikov. Med samoglasniki sta tudi dva diftonga, ki imata tudi ustrezna alotonga.